# Jürgen Müller (Politiker)

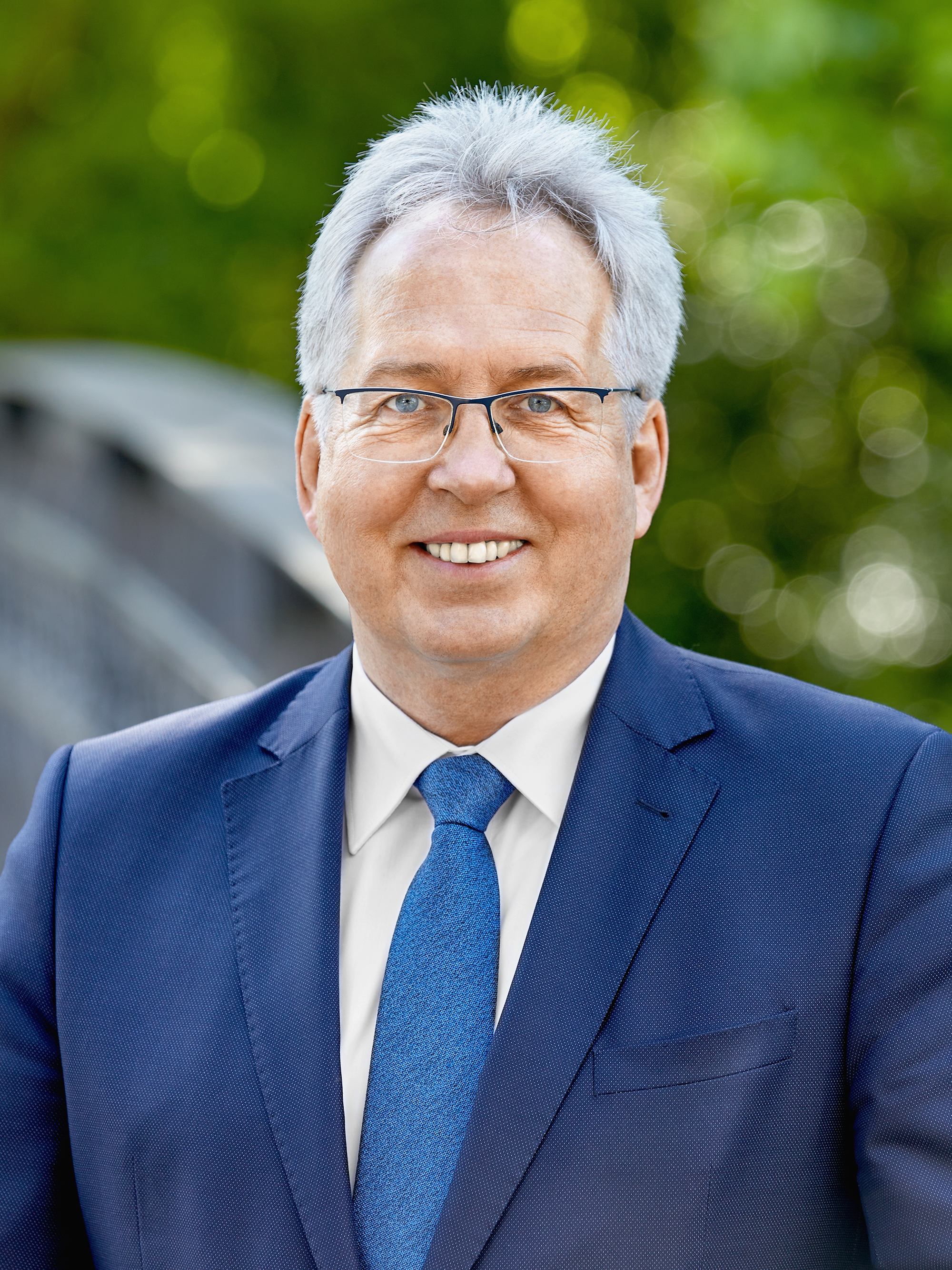
Jürgen Müller, Landrat im Kreis Herford

Jürgen Müller (* 6. Dezember 1959 im heutigen Vlothoer Ortsteil Uffeln) ist ein deutscher Kommunalpolitiker der SPD und Landrat. Er trat im Oktober 2015 das Amt als 17. Landrat des ostwestfälischen Kreises Herford an. Seit 2010 war Müller Dezernent des Kreises Herford, seit Oktober 2014 auch Kämmerer.

## Ausbildung und Beruf
Nach seinem Abitur studierte Müller an der Fachhochschule für öffentliche Verwaltung mit dem Abschluss Verwaltungswirt. Seit 1983 arbeitet er in der Kreisverwaltung des Kreises Herford, wurde 1999 Leiter der Kommunalaufsicht und 2002 Leiter der Rechnungsprüfung.

## Politisches
Zu den politischen Schwerpunkten Müllers gehören unter anderem eine aktive Wirtschafts- und Bildungspolitik sowie eine Vorreiterrolle des Kreises Herford beim Klima- und Umweltschutz. Müller setzt sich darüber hinaus für eine ortsnahe Gesundheitsversorgung und die Stärkung der Pflege ein.
Am 6. Juni 2020 wurde Müller von SPD und Bündnis 90/Die Grünen zu ihrem gemeinsamen Landratskandidaten für die Kommunalwahlen gewählt und am 13. September 2020 im ersten Wahlgang mit 56,31 Prozent der Stimmen in seinem Amt als Landrat des Herford bestätigt.

## Privates
Müller ist seit 1988 verheiratet und hat zwei Söhne. Jürgen Müller hat aktiv Handball gespielt und verschiedene Jugendmannschaften betreut. Er ist 1. Vorsitzender des TuS Westfalia Vlotho-Uffeln e. V.